# أيمن بن محمد
أيمن بن محمد (8 ديسمبر 1994 بلندن في المملكة المتحدة - ) هو [[لاعب كرة قدم [تونسي الأصل إرلندي النشأة] يلعب في مركز ظهير أيسر .التحق بصفوف نادي الترجي التونسي 2016 قادما من نادي بوهيمان الإرلندي .وبعد بداية متعثرة وصعبة في ناديه الجديد وتعرضه لإصابة حادة تتمثل في قطع في الرباط الصليبي ابعدته عن الملاعب لمدة طويلة . ثم منحه الإطار التدريبي للترجي فرصة للبروز فإستغلها وبرز بشكل ملفت للنظر الشيء الذي أهله أن يكون في التشكيل الأساسي لنادية الترجي التونسي.
توج اللاعب بعدة ألقاب محلية وإقليمية وقارية :تحصل مع ناديه على كأس تونس لسنة 2017،كما فاز بالدوري التونسي للرابطة المحترفة ثلاث مرات متتالية 2019/2018/2017. كما توج أيضا بلقب دوري أبطال العرب 2018 وكأس السوبر التونسي2019 وفاز مع ناديه بلقبين لدوري أبطال إفريقيا للأندية 2018/2019.
لقد فتحت هذه الألقاب والمشاركات باب المنتخب التونسي الأول أمام اللاعب الشاب ليكون بذلك لاعبا دوليا وهو يشارك مع منتخب بلاده في كأس إفريقيا للأمم المقامة في مصر 2019.
ينتهي عقد اللاعب مع ناديه الترجي 1جويلية2019.

## وصلات خارجية
- أيمن بن محمد على موقع اتحاد تركيا (لاعب) (الإنجليزية)
- أيمن بن محمد على موقع إي إس بي إن إف سي (الإنجليزية)
- أيمن بن محمد على موقع قاعدة بيانات كرة القدم.إي يو (الإنجليزية)
- أيمن بن محمد على موقع ناشيونال فوتبول تيمز (الإنجليزية)
- أيمن بن محمد على موقع Soccerway.com (الإنجليزية)